# Селецкое общество
Селецкое общество — сельское общество, входившее в состав Богоявленской волости Повенецкого уезда Олонецкой губернии.
Общество объединяло насёленные пункты, расположенные на озере Селецком, на реке Селецкой и на территориях, прилегающих к ним.
В настоящее время территория общества относится к Медвежьегорскому району Карелии.
Согласно «Списку населённых мест Олонецкой губернии по сведениям за 1905 год» общество состояло из следующих населённых пунктов:
| Номер по порядку | Название населённого пункта | Название реки или озера, на котором расположено поселение | Расстояние до уездного города в верстах |
| ---------------- | --------------------------- | --------------------------------------------------------- | --------------------------------------- |
| 4073             | 1. Пряккела                 | Р. Селецкой                                               | 132                                     |
| 4074             | 2. Южный конец              | Озере Селецком                                            | 132                                     |
| 4075             | 3. Берег                    | Озере Селецком                                            | 132                                     |
| 4076             | 4. Селецкий погост          | Озере Селецком                                            | 130                                     |
| 4077             | 5. Северный конец           | Озере Селецком                                            | 130                                     |
| 4078             | 6. Тухко-вара               | Ламбе Тухке                                               | 140                                     |